# Victoria Day (Leichtathletin)
Victoria Day (auch Vicky Day, verheiratete Ward; * 19. Juni 1972) ist eine ehemalige britische Sprinterin, die sich auf den 400-Meter-Lauf spezialisiert hatte.
Bei den Commonwealth Games 1998 in Kuala Lumpur gewann sie in der 4-mal-400-Meter-Staffel Silber mit dem englischen Team.

## Bestzeiten
- 200 m: 24,07 s, 21. Juni 1998, Watford
  - Halle: 24,17 s, 17. Januar 1999, Birmingham
- 400 m: 53,58 s, 14. April 2000, Claremont
  - Halle: 54,17 s, 14. Februar 1999, Birmingham
- 400 m Hürden: 59,72 s, 5. Juni 1994, Loughborough